# Kirche Otterwisch

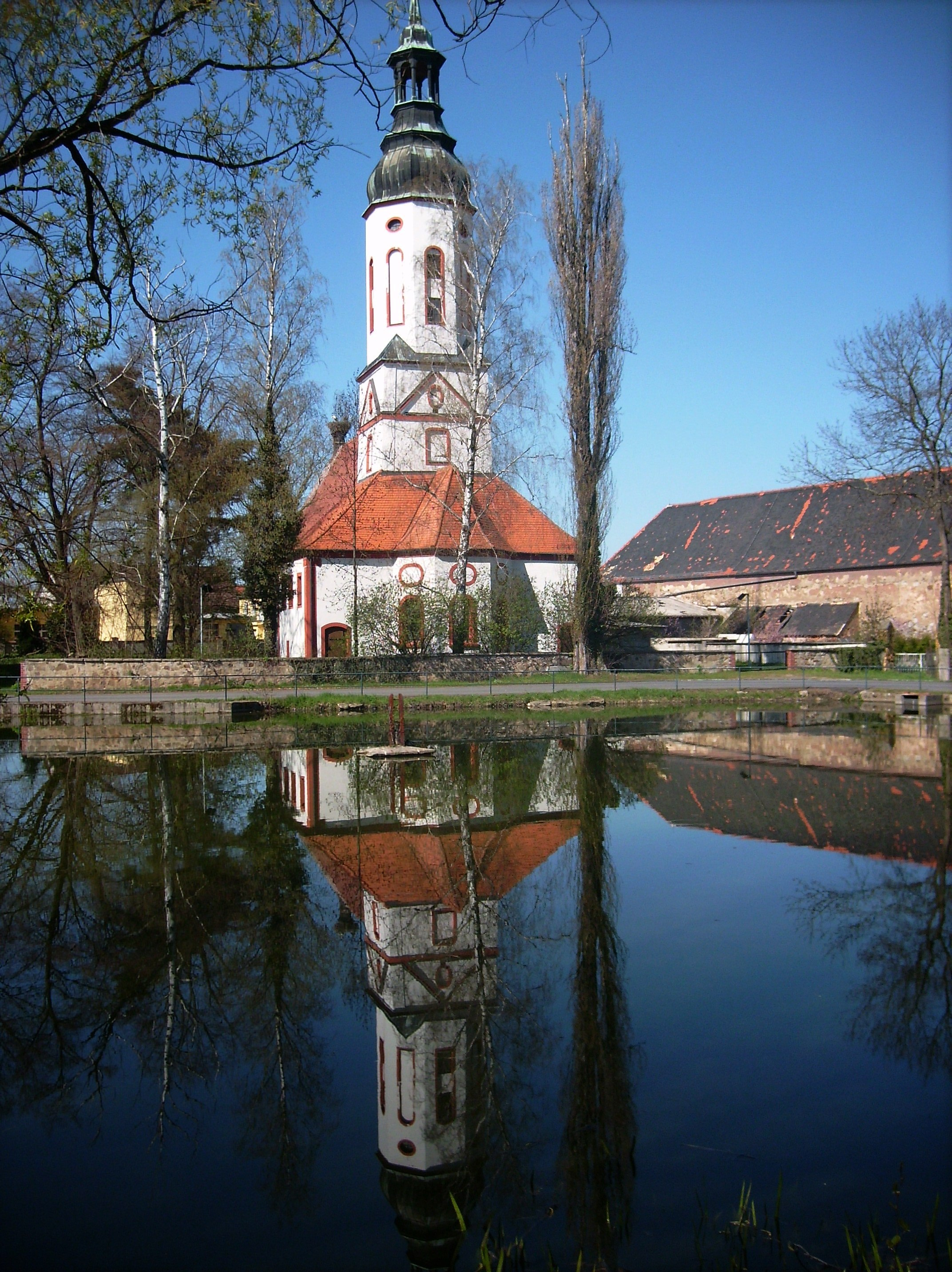
Dorfkirche Otterwisch

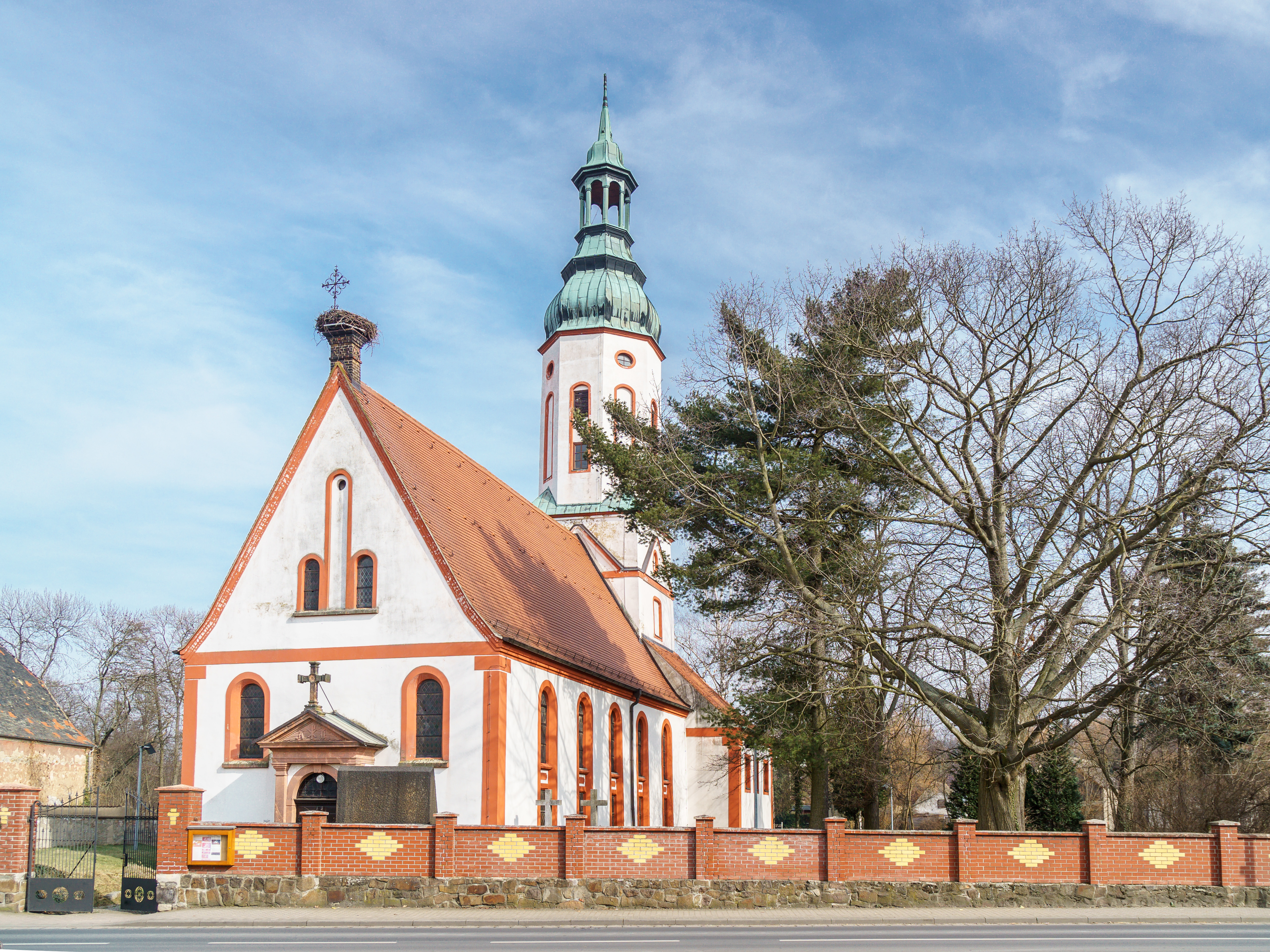
Ansicht von Osten

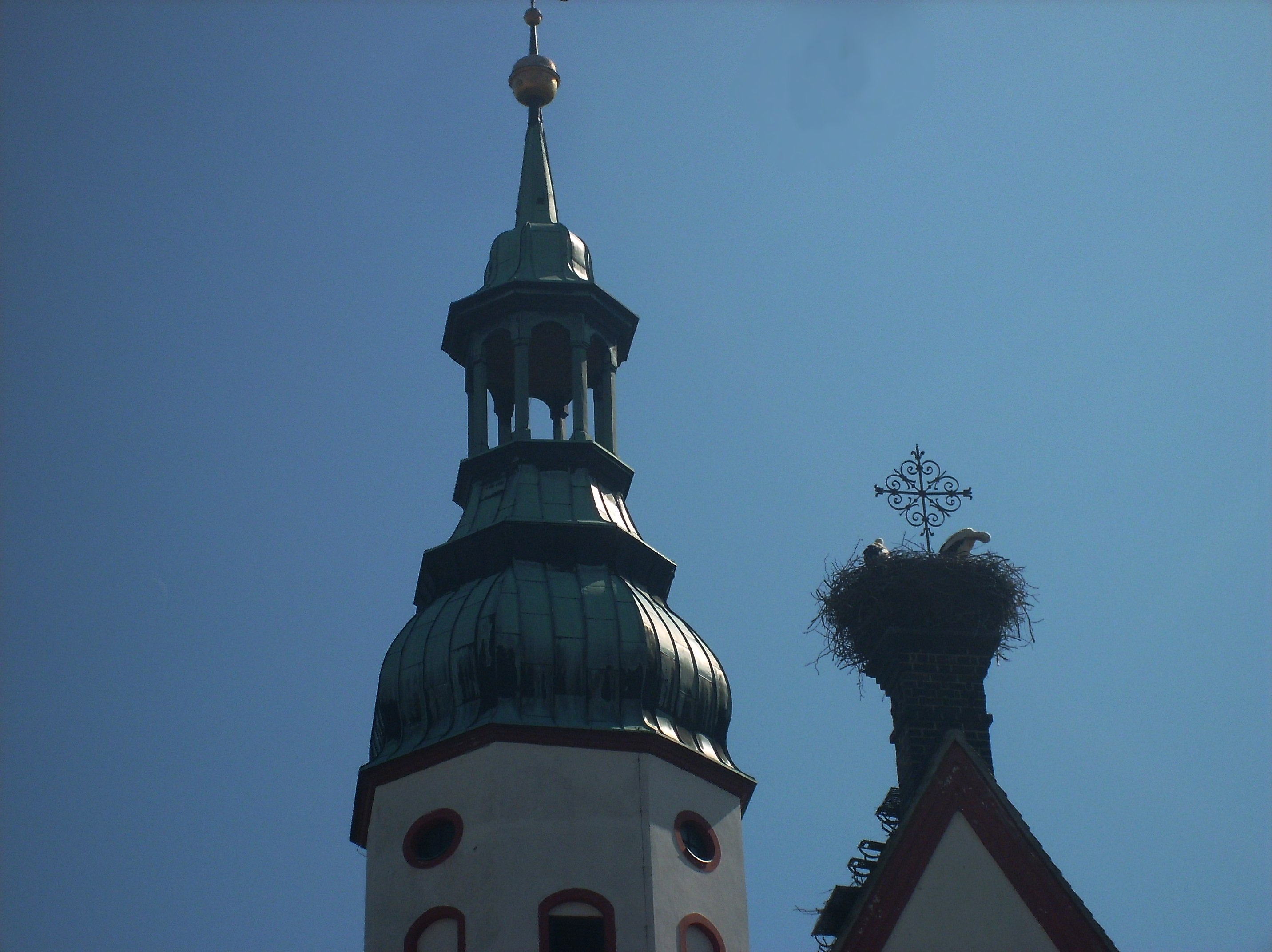
Storchennest

Die evangelische Dorfkirche Otterwisch ist eine im Kern romanische, mehrfach umgebaute Saalkirche in Otterwisch im Landkreis Leipzig in Sachsen. Sie gehört zum Pfarrbereich Otterwisch im Kirchenbezirk Leipziger Land der Evangelisch-Lutherischen Landeskirche Sachsens und kann zu einer festen Zeit besichtigt werden.

## Geschichte und Architektur
Die romanische Chorturmkirche stammt im Kern aus dem 12. Jahrhundert, der Chor wurde um 1500 angebaut, die Erhöhung des Saales und Anbauten am Chor wurden in den Jahren 1690–1693 ausgeführt. Der hohe Turmaufsatz folgte 1702, eine Verlängerung und die Umgestaltung des Saales wurden 1896–1898 durch Theodor Quentin vorgenommen, wobei das Grufthaus durch eine Vorhalle ersetzt wurde. Eine Erneuerung des Äußeren wurde in den Jahren 1978–82 durchgeführt.
Das Bauwerk ist ein weiß verputzter Bruchsteinbau mit roten Gliederungen; der Turm wird von einem hohen oktogonalen Aufsatz mit welscher Haube und Laterne bekrönt.
Der Saal ist flachgedeckt und an drei Seiten mit Emporen auf Holzstützen umgeben, welche auch die Holzdecke aus dem Jahr 1898 stützen; das große Deckengemälde mit der Verklärung Christi wurde von Osmar Schindler anstelle eines vorherigen, vermutlich von Samuel Bottschildt geschaffenen Bildes ausgeführt. Das Untergeschoss des Turms ist durch Rundbögen zum Saal und zum Chor geöffnet, hier und im Chor sind Klostergewölbe eingezogen. Im Chor sind wertvolle Farbglasfenster aus dem Jahr 1898 eingebaut, die in der Mitte die Kreuzigung darstellen.

## Ausstattung
Die Kanzel wurde von Johann Caspar Sandtmann im Jahr 1693 geschaffen; der Korb wird von einer Palme getragen, aus der Engel hervorwachsen. Mehrere Epitaphien aus Sandstein wurden für Mitglieder der Familie von Hirschfeldt in den Jahren 1551–78 gearbeitet, einige davon aus der Werkstatt der Bildhauerfamilie Walther in Dresden; alle zeigen einen ähnlichen Aufbau. In einer Pilaster- oder Säulenbogenstellung ist jeweils ein Kruzifix zu sehen, bei einem Epitaph eine Darstellung des Gnadenstuhls, darunter kniend der Verstorbene mit seiner Familie. In den Verdachungen ist die Auferstehung Christi dargestellt, auf den Sockeln die Grablegung und Anbetung durch die Hirten. Zahlreiche Inschriften gehören dazu.
Die Orgel ist ein Werk von Schmeisser aus dem Jahr 1897 mit 16 Registern auf zwei Manualen und Pedal.

## Umgebung
Das Pfarrhaus ist ein zweigeschossiges Bauwerk mit Krüppelwalmdach aus dem Jahr 1722, das am Giebel mit Fachwerk versehen ist und mehrfach restauriert wurde.
Regelmäßig brüten Weißstörche auf dem Kirchendach.